# Regímenes de calidad en la Unión Europea
Los regímenes de calidad en la Unión Europea consisten en un sistema de diferentes sellos de calidad con indicaciones de procedencia aplicadas a productos producidos en la Unión Europea. Se contemplan tres categorías principales:
- denominación de origen protegida (DOP)
- indicación geográfica protegida (IGP)
- especialidad tradicional garantizada (TSG)

Estas indicaciones protegen diversos productos agrícolas y alimentarios ligados a un lugar específico en los países miembros y que son valorados por su calidad, tradición y relevancia gastronómica y económica. Los productos registrados bajo uno de estos tres esquemas pueden marcarse con el logotipo correspondiente que identifica esos productos. Los regímenes se basan en el marco jurídico proporcionado por el Reglamento de la UE n.° 1151/2012 del Parlamento Europeo y del Consejo de 21 de noviembre de 2012 sobre regímenes de calidad para productos agrícolas y alimenticios. Este reglamento (aplicado dentro de la UE y que se está ampliando gradualmente a nivel internacional a través de acuerdos bilaterales entre la UE y otros países) garantiza que solo los productos genuinamente originarios de esa región puedan identificarse como tales en el comercio. La legislación entró en vigor por primera vez en 1992. 
El propósito de la ley es proteger la reputación de los alimentos regionales, promover la actividad rural y agrícola, ayudar a los productores a obtener un precio superior por sus productos auténticos y eliminar la competencia desleal y el engaño de los consumidores por productos no genuinos, que pueden ser de calidad inferior o de sabor diferente. Estas leyes protegen alimentos como vinos, quesos, jamones, embutidos, mariscos, aceitunas, aceites de oliva, cervezas, vinagres, panes, frutas, carnes o verduras. Ciertos críticos argumentan que muchas de las indicaciones que buscan ser protegidas en la UE son comunes en el comercio y por lo tanto no deberían estar protegidas.

## Regímenes

### Denominación de Origen Protegida (DOP)

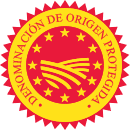
Sello DOP.

La Denominación de Origen Protegida es el nombre de un área, un lugar específico o, en casos excepcionales, el nombre de un país, utilizado como denominación de un producto agrícola o alimenticio,
- que proviene de tal área, lugar o país,
- cuya calidad o propiedades están determinadas significativa o exclusivamente por el entorno geográfico, incluidos los factores naturales y humanos,
- cuya producción, elaboración y preparación tienen lugar dentro del área geográfica determinada.

En otras palabras, para recibir el estatus de DOP, todo el producto debe ser tradicional y fabricado por completo (producido, elaborado y preparado) dentro de la región específica, adquiriendo de esa manera propiedades únicas.

### Indicación Geográfica Protegida (IGP)

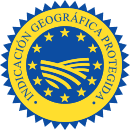
Sello IGP.

La Indicación Geográfica Protegida es el nombre de una zona, un lugar específico o, en casos excepcionales, el nombre de un país, utilizado como descripción de un producto agrícola o alimenticio,
- que proviene de tal área, lugar o país,
- que tenga una determinada calidad, fondo de comercio (prestigio) u otra propiedad característica, atribuible a su origen geográfico,
- que en la zona se desarrolle al menos una de las etapas de fabricación (producción, elaboración o preparación).[5]

En otras palabras, para recibir el estatus de IGP, todo el producto debe ser tradicional y, al menos en una de sus etapas, fabricado (producido, procesado o preparado) dentro de la región específica, adquiriendo de esa manera propiedades únicas.

### Especialidad Tradicional Garantizada (ETG)

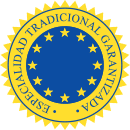
Sello ETG.

La Especialidad Tradicional Garantizada tiene como objetivo proporcionar un régimen de protección para productos alimenticios tradicionales de carácter específico. A diferencia de la DOP y la IGP, este esquema de calidad no certifica que el producto alimenticio protegido tenga un vínculo con un área geográfica específica.
Para calificar para un ETG, un alimento debe ser de «carácter específico» y sus materias primas, método de producción o procesamiento deben ser «tradicionales». Bajo el art. 3 del Reglamento 1151/12 «carácter específico» se define como «los atributos de producción característicos que distinguen claramente un producto de otros productos similares de la misma categoría». Bajo el art. 3 del Reglamento 1151/12 «tradicional» se define como «uso probado en el mercado interno por un período que permite la transmisión entre generaciones; este período debe ser de al menos 30 años". Para que un nombre de un alimento pueda registrarse en el marco del programa ETG, debe (a) haberse utilizado tradicionalmente para hacer referencia al producto específico; o (b) identificar el carácter tradicional o el carácter específico del producto.
Un ETG crea un derecho exclusivo sobre el nombre del producto registrado. En consecuencia, el nombre del producto registrado solo puede ser utilizado por aquellos productores que se ajusten al método de producción registrado y las especificaciones del producto.
«La función legal del ETG es certificar que un producto agrícola en particular posee objetivamente características específicas que lo diferencian de todos los demás en su categoría, y que sus materias primas, composición o método de producción han sido consistentes por un mínimo de 30 años. Por lo tanto, las denominaciones de alimentos ETG son signos comerciales registrados con una función distintiva».